# Actia radialis
Actia radialis är en tvåvingeart som beskrevs av O'hara 1991. Actia radialis ingår i släktet Actia och familjen parasitflugor. Inga underarter finns listade i Catalogue of Life.